# Wikipedia en zazaki
Wikipedia en zazaki (en zazaki: Wikipediyay Zazaki) es la edición de Wikipedia en zazaki, lengua kurda (lengua iraní occidental) hablada por los zazas en Turquía y escrita en alfabeto latino. La edición se lanzó el 30 de septiembre de 2006.
En la actualidad, cuenta con 42 300 artículos; tiene 30 570 usuarios, de los cuales 36 son activos. Tiene 3 administradores.
Las otras dos ediciones en lenguas kurdas son la edición Kurmanji (en caracteres latinos) que contiene 90 292 artículos y la edición Sorani (en caracteres árabes) que contiene 76 345 artículos.

## Desarrollo

Distribución de los diferentes dialectos del kurdo

En febrero de 2009, la edición en Zazaki contaba con unos 2 650 artículos y 1 100 usuarios registrados.
A fecha del 2 de novembr de noviembre de 2022, contiene 40.168 artículos y cuenta con 25.350 colaboradores, incluidos 30 colaboradores activos y 3 administradores.